# Megalagrion
Megalagrion is een geslacht van libellen (Odonata) uit de familie van de waterjuffers (Coenagrionidae).

## Soorten
Megalagrion omvat 26 soorten:
- Megalagrion adytum (Perkins, 1899)
- Megalagrion amaurodytum (Perkins, 1899)
- Megalagrion blackburni McLachlan, 1883
- Megalagrion calliphya (McLachlan, 1883)
- Megalagrion deceptor (McLachlan, 1883)
- Megalagrion dinesiotes (Kennedy, 1934)
- Megalagrion eudytum (Perkins, 1899)
- Megalagrion hawaiiense (McLachlan, 1883)
- Megalagrion heterogamias (Perkins, 1899)
- Megalagrion jugorum (Perkins, 1899)
- Megalagrion kauaiense (Perkins, 1899)
- Megalagrion koelense (Blackburn, 1884)
- Megalagrion leptodemas (Perkins, 1899)
- Megalagrion mauka Daigle, 1997
- Megalagrion molokaiense (Perkins, 1899)
- Megalagrion nesiotes (Perkins, 1899)
- Megalagrion nigrohamatum (Blackburn, 1884)
- Megalagrion oahuense (Blackburn, 1884)
- Megalagrion oceanicum McLachlan, 1883
- Megalagrion oresitrophum (Perkins, 1899)
- Megalagrion orobates (Perkins, 1899)
- Megalagrion pacificum (McLachlan, 1883)
- Megalagrion paludicola Maciolex & Howarth, 1979
- Megalagrion vagabundum (Perkins, 1899)
- Megalagrion williamsoni (Perkins, 1910)
- Megalagrion xanthomelas (Selys, 1876)